# Ana Freire Veiga
Ana Freire Veiga (Rábade, Lugo, Galícia, 1983) és una enginyeria informàtica, professora de la Universitat Pompeu Fabra on dirigeix el Centre d'Estudis de Sostenibilitat. És la fundadora de Wisibilízalas.
Enginyera i doctora en Informàtica per la Universitat de la Corunya, Ana Freire és directora del Departament d'Operacions, Tecnologia i Ciència de la UPF Barcelona School of Management. Docent i investigadora, és una de les referents en l'àmbit estatal en intel·ligència artificial aplicada a salut mental. El 2017 va crear el projecte STOP (Suicide prevenTion in sOcial Platforms) que utilitza ciència de dades i intel·ligència artificial per estudiar problemes mentals a les xarxes socials i oferir ajuda a persones que puguin necessitar suport emocional.
Ha treballat en centres de prestigi internacional com Yahoo Labs, la Universitat de Glasgow o el Centre Nacional d'Investigació d'Itàlia. Ha contribuït amb més de 50 publicacions científiques, diverses patents i acumula nombrosos reconeixements nacionals i internacionals.
Freire és, a més, una gran divulgadora de la ciència i la tecnologia, participant com a conferenciant en nombrosos esdeveniments nacionals i internacionals, entre les quals destaca la seva conferència al TEDx UDeusto «Tecnología y Salud Mental: ¿rivales o aliadas?», i liderant diverses iniciatives l'objectiu de les quals és trencar la bretxa de gènere en carreres tècniques. Entre aquestes, destaca el concurs internacional 'Wisibilízalas', on han participat més de 3700 joves d'Espanya i Llatinoamèrica. Aquest projecte, a més de generar referents entre les joves, fomenta l'alfabetització tecnològica, la creativitat i el treball en grup.

## Reconeixements
- Premi al Jove Talent Científic Femení de la Fundación Real Academia de las Ciencias i Mastercard (2019)[5]
- Premi Ada Byron Júnior de la Universitat de Deusto (2019)[3]
- Inclosa per Business Insider a la llista dels 23 joves espanyols cridats a liderar la revolució tecnològica (2019)[2]